# Троянські астероїди Марса

Група L5 (показана зеленим кольором) і група L4 (світло-блакитна) троянських астероїдів Марса та Юпітера, показані разом з орбітами Юпітера та внутрішніх планет. Марс зображений червоним кольором. Зовнішня орбіта — орбіта Юпітера.

Анімація 1999 UJ7 відносно Сонця та Марса 1600—2500
Sun·
1999 UJ7·
Mars

Анімація 2007 NS2 відносно Сонця та Марса 1600—2500
Sun·
2007 NS2·
Mars

Марсіанські трояни — це група троянських об'єктів, які мають спільну орбіту планети Марс навколо Сонця. Їх можна знайти навколо двох точок Лагранжа на 60° попереду та позаду Марса.
Походження марсіанських троянців не зовсім зрозуміле. Одна теорія припускає, що це були первісні об'єкти, що залишилися після формування Марса, які були зафіксовані в його точках Лагранжа під час формування Сонячної системи. Однак спектральні дослідження марсіанських троянців показують, що це може бути не так. Інше пояснення полягає в тому, що астероїди хаотично блукають у Лагранжевих точках Марса вже на пізніх стадіях еволюції Сонячної системи. Це також сумнівно, враховуючи короткий динамічний час життя цих об'єктів. Спектри Еврики та двох інших марсіанських троянців вказують на багатий на олівін (елемент найчастіше зустрічається у мантії Землі) склад. Оскільки об'єкти, багаті олівіном, рідко зустрічаються в поясі астероїдів, було припущено, що деякі з марсіанських троянів є уламками великого удару, який змінив орбіту Марса, коли він зіткнувся з ембріоном планети.
Наразі ця група містить 14 астероїдів, підтверджених довгостроковим чисельним моделюванням як стабільні трояни Марса, але лише дев'ять із них прийняті Центром малих планет (†).
Завдяки великій орбітальній схожості більшість менших членів групи L5, як припускають, є фрагментами Еврики, які були від'єднані після того, як вона була розкручена ефектом ЯОРП (період обертання Еврики становить 2,69 години). Троянець L 4 1999 UJ7 має значно довший період обертання — прибл. 50 годин, очевидно, через хаотичне обертання, яке запобігає ЯОРП-розкрутці.
Точка L4:
- (121514) 1999 UJ7 †

Точка L5:
- 5261 Еврика (1990 MB) †
- (101429) 1998 VF31 †
- (311999) 2007 NS2 †
- (385250) 2001 DH47
- 2009 SE
- 2011 SC191
- 2011 SL25
- 2011 SP189
- 2011 UB256
- 2011 UN63
- 2016 CP31
- 2018 EC4
- 2018 FC4